# Teen Titans Go! to the Movies
Teen Titans Go! To the Movies (Teen Titans Go: La Película en España y Los Jóvenes Titanes en Acción: La Película en Hispanoamérica) es una película de comedia animada estadounidense de superhéroes basada en la serie televisiva Teen Titans Go!, producida por Warner Bros. Animation y DC Entertainment, distribuida por Warner Bros. Pictures. Fue animación por Aaron Horvath, que también es guionista de la película, junto con Michael Jelenic, y Sam Register como productor ejecutivo.
Es la segunda película para cines basada en el Ciclo de películas de Warner Bros. Animation, 25 años después de Batman: la máscara del fantasma (1993). La película cuenta con las voces de Scott Menville, Hynden Walch, Greg Cipes, Khary Payton y Tara Strong representando sus papeles de la serie, así como de Will Arnett y Kristen Bell. La película fue estrenada en Estados Unidos el 27 de julio de 2018 y ha recibido reseñas positivas por parte de críticos, elogiando su humor y trama.

## Argumento
Al inicio de la película, se parodia el intro de las películas de Marvel con la clásica secuencia de pase de páginas de cómics, pero cuando se descubre quien hace el pase, resulta ser una gaviota que encontró el cómic y se sienta a leerlo frente a una roca en la que siempre está localizada frente a la Torre de los Titanes, a partir de aquí comienza la trama.
Mientras tanto en Jump City, un enemigo conocido como Hombre Globo, llega a robar los bancos, y los Jóvenes Titanes llegan para detenerlo. Sin embargo, cuando Hombre Globo no puede descifrar quienes son, los Jóvenes Titanes saltan a una canción de rap para presentarse y distraerse, lo que obliga a la Liga de la Justicia a intervenir. Al terminar, critican a los Titanes por ser infantiles y por no tomarse nada en serio, y mencionar el hecho de que no tienen una película propia para demostrar su legitimidad. Esa misma noche, se hacen los anuncios de los nuevos estrenos de las próximas películas de los allegados de Batman. Robin termina humillándose a sí mismo, pensando que habrá una película sobre él, y la audiencia termina en burla. Dolido, Robin y sus amigos abandonan la sala y Raven sugiere que la única forma en que Robin tenga una película sobre él y los Titanes, es contar con un archienemigo.
Cerca de allí, un supervillano llamado Slade irrumpe en S.T.A.R. Labs para robar un cristal. Los Titanes llegan e intentan detenerlo, pero rápidamente los derrota y los insulta. Al día siguiente, Beast Boy, Starfire, Cyborg y Raven crean una película para animar a Robin, pero él la apaga prematuramente y, después de una canción, declara que irán a Hollywood para hacer una película sobre ellos. Al llegar a Warner Bros. Studios, se encuentran con la directora Jade Wilson, responsable de todas las películas de superhéroes que se están realizando. Ella rechaza la solicitud de los Titanes de estar en una película, pero explica que la única forma en que podría hacer una sobre ellos es si fueran los únicos superhéroes en el mundo. Los Titanes toman sus palabras, literalmente, retrocediendo en el tiempo para evitar los orígenes de los otros superhéroes; pero solo terminan arruinando el presente, forzándolos a ir y deshacer su error.
Slade llega a Wayne Tech a infundir el poder del cristal y los Titanes llegan para detenerlo, esta vez enfrentando una pelea real. Aseguran el cristal, pero Slade se escapa; resolviendo separar a Robin de sus compañeros de equipo. Al día siguiente, Jade invita a los Titanes a regresar a Hollywood y anuncia que hará una película sobre ellos debido a su pelea con Slade. Mientras Robin realiza un recorrido por las instalaciones, Raven, Beast Boy, Starfire y Cyborg se aventuran y causan travesuras; las cuales hacen sentir avergonzando a Robin. Encuentran una Máquina del Juicio Final fuertemente custodiada por los héroes e intentan destruirla, pero Jade llega y revela que D.O.O.M.S.D.A.Y. es simplemente un terrible acrónimo para un nuevo servicio de transmisión de la nueva película que está haciendo. Ella resuelve dejar al resto de los Titanes de la película y hacerlo exclusivamente sobre Robin, lo cual acepta felizmente, para consternación de su equipo.
Robin termina de hacer la película, pero durante una escena en la que interactúa con una versión teatral ficticia del panel de la puerta de la Torre Titán, una lámpara cae y lo deja inconsciente. Él despierta y termina la escena sacando el cristal; pero Jade se revela: le revela que ahora están en la torre de verdad, y que ella es en realidad el mismo Slade, disfrazado. Él recupera el cristal, detiene a Robin y le dice a Robin que hacer tantas películas de superhéroes fue un plan para mantener a los héroes ocupados mientras invadía sus ciudades para construir su dispositivo, D.O.O.M.S.D.A.Y., para conquistar el mundo. Robin se escapa de los grilletes gracias a sus manos de «bebé» (característica que los otros superhéroes le han reclamado) y sale corriendo de la torre en explosión. A la mañana siguiente en los restos, Robin se disculpa y llama a sus amigos, quienes se unen a él con los brazos abiertos.
En el estreno de «Robin: La película», los Titanes llegan y desenmascaran a Slade, pero Slade desata el poder del cristal para controlar a los otros héroes y los envía a pelear contra los Titanes. Robin persigue a Slade mientras el resto del equipo lidera a los héroes. Sin embargo, Slade usa su nuevo poder para controlar a Robin, y le dice que ataque a sus amigos. En su último intento, le muestran a Robin el resto de la película que hicieron para él. Viendo que él realmente influyó en sus amigos héroes, Robin vuelve a sus sentidos, y utilizando una de sus canciones, el equipo saca a Slade, derrotándolo a él y a su robot gigante, que también destruye el cristal, sacando a los héroes de su trance.
Todos los héroes felicitan a los Titanes por sus esfuerzos heroicos con Robin admitiendo que él ha aprendido a ser él mismo. Cuando intenta continuar, todos exigen que corten los créditos de inmediato con Robin tratando de atascarse para que «los niños puedan hacer preguntas a sus padres». Starfire rompe la cuarta pared para decir que vaya directamente a los créditos, pero Robin se detiene justo antes de que termine la película y les dice a los niños que «les pregunten a sus padres de dónde vienen los bebés» y aparecen los créditos.
En una escena a mitad de los créditos, los Teen Titans de la serie 2003-2006 aparecen en una pantalla distorsionada que les dice a los espectadores que «encontraron un camino de regreso».
En una escena posterior a los créditos, los Challengers of the Unknown, que fueron atrapados en un portal por Raven anteriormente en la película, todavía están atrapados con su líder postulando que se perdieron la película.

## Reparto
| Personaje                   | Actor de voz original        | Actor de doblaje      | Actor de doblaje      |
| --------------------------- | ---------------------------- | --------------------- | --------------------- |
| Robin                       | Scott Menville               | Reinaldo Rojas        | Ángel de Gracia       |
| Robin                       | Jacob Jeffries (voz cantada) | Reinaldo Rojas        | Ángel de Gracia       |
| Chico Bestia                | Greg Cipes                   | Reinaldo Rojas        | Roger Isasi-Isasmendi |
| Starfire                    | Hynden Walch                 | Leisha Medina         | Nuria Trifol          |
| Cyborg                      | Khary Payton                 | Ángel Balam           | José Posada           |
| Raven                       | Tara Strong                  | Lileana Chacón        | Isabel Valls          |
| Jade Wilson                 | Kristen Bell                 | Erica Edwards         |                       |
| Slade Wilson                | Will Arnett                  | Octavio Rojas         | Jordi Ribes           |
| Superman                    | Nicolas Cage                 | Edson Matus           | Carlos Di Blasi       |
| Batman                      | Jimmy Kimmel                 | René García           |                       |
| Batman                      | Kal-El Cage (niño)           | Álvaro Salarich       |                       |
| Linterna Verde              | Lil Yachty                   | Dan Osorio            |                       |
| Aquaman                     | Eric Bauza                   | Enrique Cervantes     |                       |
| Mujer Maravilla             | Halsey                       | Jessica Ortiz         |                       |
| Flash                       | Wil Wheaton                  | Andrés Navy           |                       |
| Anunciador de tráilers      | David Kaye                   | ¿?                    |                       |
| Máquina                     | Tom Kenny                    | Idzi Dutkiewicz       |                       |
| Hombre Globo                | Greg Davies                  | Idzi Dutkiewicz       |                       |
| Locutor de la alfombra roja | Phil Morris                  | Idzi Dutkiewicz       |                       |
| D.O.O.M.S.D.A.Y.            | Phil Morris                  | ¿?                    |                       |
| Supergirl                   | Meredith Salenger            | Carla Castañeda       |                       |
| El Átomo                    | Patton Oswalt                | Mauricio Pérez        |                       |
| Hombre Plástico             | Joey Cappabianca             | Héctor Emmanuel Gómez |                       |
| Shia LaBeouf                | James Arnold Taylor          | Héctor Emmanuel Gómez |                       |
| Asistente de Stan Lee       | Eric Bauza                   | Roberto Gutiérrez     |                       |
| Guardia                     | John DiMaggio                | Roberto Gutiérrez     |                       |
| Voz de Skate sintética      | John DiMaggio                | ¿?                    |                       |
| Ace Morgan                  | Dave Stone                   | Alex Gesso            |                       |
| Tigre                       | Michael Bolton               | Roberto Salguero      |                       |
| Bóveda                      | Vanessa Marshall             | Gabriela Garay        |                       |
| Control Fenómeno            | Alexander Polinsky           | Javier Olguín         |                       |
| Guardia de seguridad        | Fred Tatasciore              | Mauricio Bennetts     |                       |
| Jor-El                      | Fred Tatasciore              | Arturo Mercado        |                       |
| Stan Lee                    | Stan Lee                     | Jesse Conde           |                       |

## Producción
El 25 de septiembre de 2017, Warner Bros. Pictures anunció la película y su estreno el 27 de julio de 2018. Un mes más tarde, el título de la película y el cartel del teaser debutaron, y se anunció que Will Arnett y Kristen Bell se habían unido al reparto.
El 10 de enero de 2018, se estrenó por Internet el primer teaser trailer de la película.

## Recepción
Teen Titans Go! to the Movies ha recibido reseñas positivas de parte de la crítica y la audiencia. En Rotten Tomatoes, la película posee una aprobación de 91%, basada en 105 reseñas, con una calificación de 7.1/10, mientras que de parte de la audiencia tiene una aprobación de 73%, basada en 2692 votos, con una calificación de 3.7/5. Metacritic le ha dado a la película una puntuación de 69 de 100, basada en 25 reseñas, indicando «reseñas generalmente favorables». Las audiencias encuestadas por CinemaScore le han dado a la película una «B+» en una escala de A+ a F.